# 조용선 (야구 선수)
조용선은 롯데 자이언트에서 포수로 뛰었던 전 야구 선수다. 한양대학교를 졸업했으며, 1978년에 입단했다.

## 같이 보기
- 1978년 롯데 자이언트 시즌